# ادا وثليلث (اداوتاليلت)
ادا وثليلث هو دُوَّار يقع بجماعة سميمو، إقليم الصويرة، جهة مراكش آسفي في المملكة المغربية. ينتمي الدوّار لمشيخة اداوتاليلت التي تضم دوارين. يقدر عدد سكانه بـ 1085 نسمة حسب الإحصاء الرسمي للسكان والسكنى لسنة 2004.

## روابط خارجية
- البوابة الوطنية للجماعات الترابية
- المندوبية السامية للتخطيط